# Luchthaven Sarajevo
De internationale luchthaven van Sarajevo (Bosnisch: Međunarodni aerodrom Sarajevo; Engels: Sarajevo International Airport; IATA: SJJ) is een internationaal vliegveld dat de Bosnische stad Sarajevo bedient en midden in de stad gelegen is.
Op 2 juni 1969 werd de luchthaven van Sarajevo geopend voor burgerluchtvaart met een eerste lijnvlucht naar Frankfurt am Main. De luchthaven maakte een geleidelijke groei door van 70.000 naar 400.000 passagiers per jaar, waarbij de meeste vluchten Sarajevo als tussenstop hadden. Voor de Olympische Winterspelen van 1984 in Sarajevo werd de startbaan met 200 meter uitgebreid en werd een nieuwe terminal met een capaciteit van 1 miljoen bezoekers per jaar gebouwd.
Het Joegoslavisch Volksleger bezette het vliegveld in de nacht van 4 op 5 april 1992, aan het begin van de Bosnische Burgeroorlog. Circa 30.000 vrouwen en kinderen werden geëvacueerd en de eerste vliegtuigen met humanitaire hulp landden. Nadat het Joegoslavisch Volksleger het vliegveld verliet, kwam het allereerst onder controle van de Bosnische Serviërs te staan en vervolgens onder leiding van de Verenigde Naties. Er werd een grootse humanitaire operatie opgezet, waarbij tijdens het Beleg van Sarajevo 13.000 vluchten werden uitgevoerd.
Op 16 augustus 1996 werd het vliegveld na de Bosnische Oorlog heropend. Vanaf het vliegveld worden diverse Europese lijnvluchten onderhouden.